# Polo Montañez
Fernando Borrego Linares (Candelaria, Artemisa; 5 de junio de 1955-La Habana; 26 de noviembre de 2002), conocido artísticamente como Polo Montañez, fue un cantautor cubano.

## Biografía
Desde temprana edad, su devoción por la música lo atrapó, guiándolo hacia la maestría de la tumbadora a la temprana edad de 7 años. Más adelante, exploró las cuerdas de la guitarra, acompañando armonías y compartiendo su voz junto a su padre, Julio. No podemos pasar por alto la influencia fundamental de su madre, Lucrecia, cuyo nombre resuena con importancia en su desarrollo musical y personal.
Su padre se dedicaba a hacer carbón, por lo que iba de un lado a otro del lomerío, siempre buscando la forma de estar cerca del monte, su principal materia prima; cambiaba constantemente de casa, las cuales construía humildemente con techos de guano, yaguas y pisos de tierra. Vivió en la Cañada del Infierno, Casa Blanca, Finca del Cusco y en 1972 ocupó una de las viviendas en la comunidad Las Terrazas.
Fue un cantante muy popular con una historia de leyenda y una carrera profesional corta e intensa. Polo se subía a un cajón y tocaba la tumbadora que no era más que un tronco de aguacate pulido con cuero de panza de vaca; pronto comenzó a cantar y a tocar guitarra, convirtiéndose en el líder del grupo.

### Su carrera
"… Polo compone mientras camina o monta un tractor, mientras nada, bajo la lluvia, el sol o la luna, cuando siembra la tierra... y hasta durmiendo".
Cuadernillo de su primer disco.

Empezó a dirigir un grupo que toca en algunos lugares turísticos de la Cordillera de los Órganos. Compuso su primera canción en 1973, a la que tituló "Este tiempo feliz". Después siguió creando, pero guardaba sus números en una gaveta porque no los consideraba de valor.[cita requerida]
Componía con una mezcla de géneros, tomando de referencia los ritmos que iba conociendo. Así fue forjando un estilo propio con temas sobre sucesos personales o ajenos impregnados de elementos campesinos: la yunta de buey, el olor del carbón, el aroma del batey.[cita requerida]
A la edad de 44 años contaba con más de setenta canciones de autoría personal escritas de forma autodidacta, porque no tenía ninguna formación profesional ni conocimientos musicales. Todo lo aprendió al escuchar los sonidos del monte.[cita requerida]
Su voz y letra le dieron la oportunidad de conocer gente, viajar, cantar. Su primer disco fue conocido en Colombia, donde conquistó un disco de platino y otro de oro. Luego triunfó en toda Cuba. Su música fue del agrado de los niños, jóvenes y adultos, siguiendo con su formación autodidacta, pues nunca llegó a estudiar música.[cita requerida]
Concierto en Holguín
En 2002, dio un concierto magistral en la Ciudad de Holguín, en la parte moderna de la Ciudad, acudiendo más personas de las que los organizadores pensaron jamás.

### Del anonimato a la fama internacional
Al fundarse el Complejo Las Terrazas, Polo y su grupo comenzaron a actuar en las diferentes instalaciones turísticas del lugar, entre ellas el Hotel Moka, Rancho Curujey y el Cafetal Buenavista. En ese quehacer,Lo conoció el propietario José Da Silva del sello Lusafrica, y le propuso un contrato para grabar varios discos. De ahí nació el CD Guajiro Natural y la canción "Un montón de Estrellas" del cual se vendieron en Colombia más de 40,000 copias para obtener los Discos de Oro y Platino y ser reconocido como el artista internacional más escuchado.
En Cuba, la popularidad de Polo creció como la espuma. Las cifras de espectadores a sus conciertos rompieron todas las expectativas.

### Países visitados y amigos
Visitó 5 veces Colombia. En 2 oportunidades, Francia. Se radico por un tiempo en Venezuela, también estuvo en Portugal, Bélgica, Países Bajos, Italia, México, Ecuador y Costa Rica. Compartió escenario con artistas como Rubén Blades, Andy Montañez, Margarita Rosa de Francisco, Cesária Évora, Cándido Fabré, Compay Segundo, Eliades Ochoa, Adalberto Álvarez, Danny Rivera, Gilberto Santa Rosa, entre otros.

## Muerte
El 20 de noviembre de 2002, en viaje de regreso de ciudad de La Habana hacia San Cristóbal, impactó su auto contra un camión en la zona conocida por La Coronela, resultando gravemente herido. Seis días después del accidente, falleció hospitalizado en el Hospital Militar Carlos J. Finlay. Fue sepultado en el cementerio del poblado de Candelaria en Artemisa.
Poco tiempo después de su fallecimiento el cantautor José Valladares compuso un tema en honor a Polo titulado "Cazador de Estrellas" el cual fue interpretado por varios artistas como Pedrito Calvo, Paulo FG, Jenny (vocalista de Los Van Van) entre otros, homenajeando así la figura inolvidable del Guajiro Natural.
A la fecha, en varios países latinoamericanos, siguen escuchándose sus temas con alta popularidad, como son Un montón de estrellas, Un sueño y nada más o Si se enamora de mí.

## Discografía
- Guajiro Natural - CD Lusafrica 362202, 2000 2001
- Guitarra mía - CD Lusafrica 362502, 2002
- Memoria - CD Lusafrica 462222, 2004
- El Guajiro - DVD Lusafrica 462438, 2005

Su éxito que marcó más en su historia fue la canción llamada Un montón de estrellas, demostrando su influencia y su amor porque le había marcado su corazón. Tanto fue el éxito que sonó en todas las localidades de Cuba y toda Latinoamérica.
Su canción "Flor pálida" fue grabada por Marc Anthony en su disco 3.0, galardonado con un Grammy en 2015.